# فينوم: فليكن هناك كارنيج
فينوم: فليكن هناك كارنيج (بالإنجليزية: Venom: Let There Be Carnage)‏ هو فيلم بطل خارق أمريكي مبني على شخصية مارفل فينوم، الفيلم من إنتاج شركة كولومبيا بيكتشرز بالتعاون مع مارفل إنترتينمنت.الفيلم من إخراج أندي سركيس ومن بطولة توم هاردي، وودي هارلسون، ميشيل ويليامز، ريد سكوت وناعومي هاريس.تم عرض الفيلم لأول مرة في لندن في 14 سبتمبر 2021 ، وتم إصداره في الولايات المتحدة في الأول من أكتوبر. وقد تم تأجيله من تاريخ أول أكتوبر 2020 بسبب جائحة كورونا. حقق الفيلم 502 مليون دولار في جميع أنحاء العالم ، مما يجعله سابع أعلى فيلم في عام 2021 ، وتلقى آراء متباينة من النقاد ، على الرغم من أنه كان يعتبر بشكل عام تحسنًا عن سابقه. وفيلم ثالث من فينوم قيد التطوير.

## طاقم العمل
- توم هاردي في دور (إيدي بروك / فينوم)
- ميشيل ويليامز في دور (آني وينج)
- وودي هاريلسون في دور (كليتوس كاسدي/ كارنيج)
- ريد سكوت في دور (دان لويس)
- ناعومي هاريس في دور (شيريك)

## روابط خارجية
- ڤينوم: فليكن هناك كارنيج على موقع IMDb (الإنجليزية)
- ڤينوم: فليكن هناك كارنيج على موقع ميتاكريتيك (الإنجليزية)
- ڤينوم: فليكن هناك كارنيج على موقع روتن توميتوز (الإنجليزية)
- ڤينوم: فليكن هناك كارنيج على موقع قاعدة بيانات الأفلام العربية
- ڤينوم: فليكن هناك كارنيج على موقع ألو سيني (الفرنسية)
- ڤينوم: فليكن هناك كارنيج على موقع فيلمافينيتي (الإسبانية)
- ڤينوم: فليكن هناك كارنيج على موقع قاعدة بيانات الأفلام السويدية (السويدية)
- ڤينوم: فليكن هناك كارنيج على موقع قاعدة بيانات الفيلم (الإنجليزية)
- ڤينوم: فليكن هناك كارنيج على موقع ليتربوكسد (الإنجليزية)
- ڤينوم: فليكن هناك كارنيج على موقع كينوبويسك (الروسية)

لم يتم العثور على روابط لمواقع التواصل الاجتماعي.